# Dotalabrus aurantiacus
Dotalabrus alleni (Castelnau, 1872) è un pesce di acqua salata appartenente alla famiglia Labridae.

## Distribuzione e habitat
Proviene dalle barriere coralline del sud-est dell'Australia e della Tasmania, nell'oceano Indiano. Predilige le zone con fondali rocciosi, ricche di vegetazione acquatica. Può essere trovato agli estuari dei fiumi, e nuota fino a 47 m di profondità.

## Descrizione
Presenta un corpo compresso lateralmente, allungato e con la testa dal profilo abbastanza appuntito. La colorazione è variabile, verde rossastra negli esemplari giovanili e più scura nei maschi adulti, spesso marroni striati di nero e di bianco. La pinna caudale è arrotondata e abbastanza ampia; la pinna dorsale e la pinna anale non sono particolarmente alte. 
La lunghezza massima registrata è di 11.1 cm per i maschi e 10.7 per gli esemplari femminili.

## Biologia

### Comportamento
È una specie dal temperamento molto timido.

### Riproduzione
È oviparo e la fecondazione è esterna.

## Conservazione
Questa specie è minacciata dal deterioramento del suo habitat, ma è abbastanza comune e viene classificato come "a rischio minimo" (LC) dalla lista rossa IUCN, anche se non è noto in che misura la riduzione delle zone ricche di vegetazione acquatica ne minacci la popolazione.